# Le Partage des Eaux
Cet article concerne un lieu-dit français. Pour le roman du même nom, voir Le Partage des eaux.
Ne doit pas être confondu avec Ligne de partage des eaux.
Le Partage des Eaux est un site de la commune française de L'Isle-sur-la-Sorgue. 
C'est le lieu où la Sorgue, qui prend naissance à Fontaine-de-Vaucluse, se sépare en deux bras, la Sorgue de Velleron et la Sorgue d'Entraigues.

## Accès
À environ 1,5 kilomètre, à l'est du centre ville de L'Isle-sur-la-Sorgue. On y accède par l'avenue Voltaire-Garcin et on en repart par l'avenue du Partage des Eaux (cette dernière étant en sens unique).

## Ouvrages hydrauliques

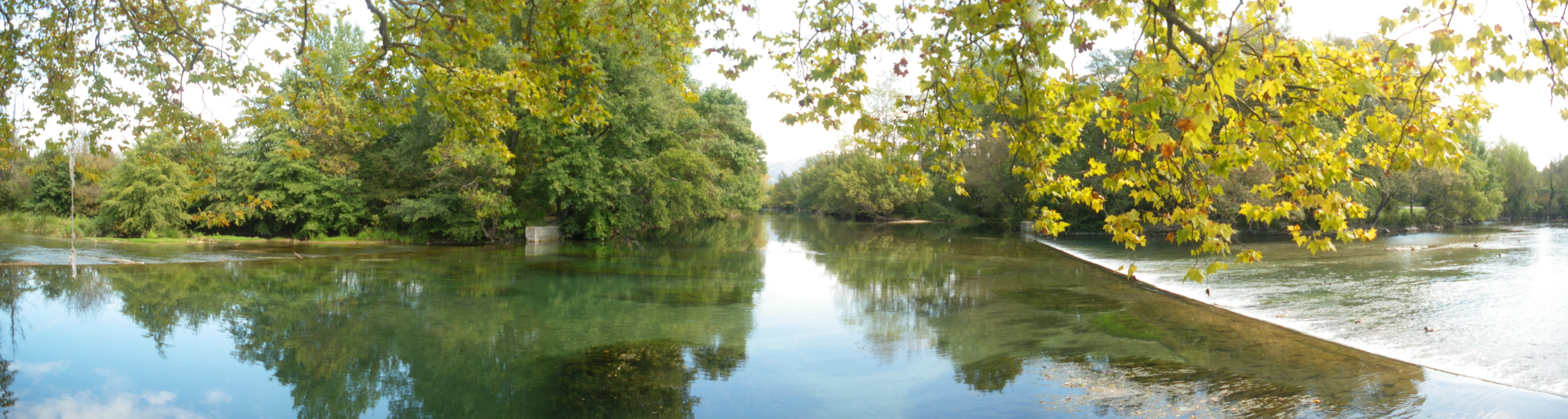
La zone de partage des eaux, première division des bras de la Sorgue

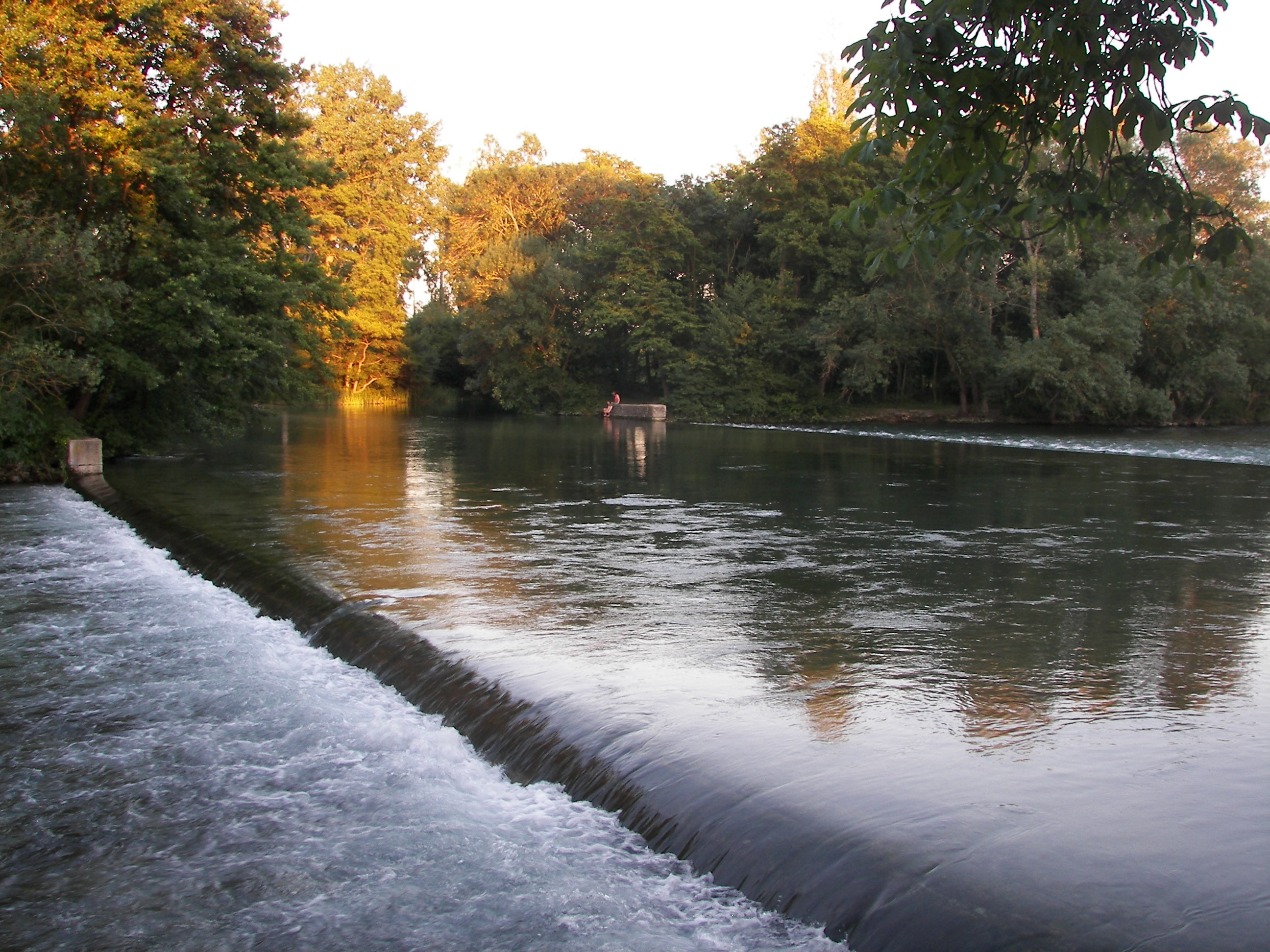
Vue du Partage des Eaux

Seuils latéraux (56 m / 40 m). Ils sont le point de départ du réseau des Sorgues et partitionnent la Sorgue amont en Sorgue d'Entraigues et Sorgue de Velleron.
La séparation des eaux est faite suivant le décret du 27 mars 1852, dans la proportion des 5/12e pour Velleron et 7/12e pour Entraigues. Les seuils qui assurent cette séparation ont une longueur, pour celui du côté de L'Isle (Sorgue d'Entraigues), de 56 mètres, et pour celui du côté de Velleron, de 40 mètres.
Ces murs sont couronnés de pierres de taille et arasés à 1,80 mètre en contrebas de la façade supérieure du pilier de la vanne de prise du Canal des Espélugues. Ils sont parallèles et viennent aboutir à un mur surélevé de 1 mètre au-dessus du niveau du couronnement des déversoirs.

## Tourisme
Ce lieu est connu pour sa tranquillité hors saison et sa fraîcheur pendant la saison touristique. En effet, la Sorgue reste à une température quasi constante de 13° toute l'année. Quelques restaurants se situent en bord de route.

## Œuvres
L'écrivain Robert Donato y situe l'un de ses romans : Le Passeur des Espélugues (2008). L'appellation « Espélugues », qui a d'ailleurs donné son nom du quartier avoisinant, fait référence au terme provençal « Espeluco » (grotte, caverne) rappelant l'origine de cette Sorgue, surgie de l'excavation de Fontaine-de-Vaucluse.